# Буйновско ждрело
Буйновското ждрело (или Ягодинско ждрело) е пролом на Буйновска река (лява съставяща на  река Въча) в Западните Родопи, в Община Борино, област Смолян.
Проломът е дължина около 16 km, а средната му надморска височина е 1090 m. Започва северно от село Буйново, на 1307 m н.в., насочва се на север и след 16 km завършва при язовир Тешел, на 876 m н.в. Целият пролом е всечен в протерозойски мрамори. Това е един впечатляващ с красотата си природен кът в Родопите и привлича много туристи. Първите 7 – 8 km проломът е по-широк, но след Ягодинската пещера и особено след разклона за село Ягодина става много тесен. Тук реката прорязва протерозойските мрамори, а отвесните скали са в непосредствена близост една до друга. Мястото, където скалите почти се допират е наречено от местното население „Вълчия скок“. Жителите на съседното село Ягодина разказват, че на това място зимно време прескачат изгладнелите вълчи глутници, за да нападнат кошарите им. Буйновското ждрело е известно и с голямото разнообразие на растителни и животински видове, голяма част от които са защитени. Ждрелото е обявено за природна забележителност през 1971 г.
На около 4 km нагоре от ждрело, на десния бряг на реката се намира Ягодинската пещера, известна с красивите си пещерни форми, а малко по-нагоре, също над десния бряг е пещерата Имамова дупка. Ждрелото е част от Стоте национални туристически обекта на Български туристически съюз: Печат в Ягодинска пещера.
По меандрите на Буйновска река е оформена живописна екопътека, която преминава през Ягодинска пещера, селата Буйново и Кожари. Подходяща е както за пешеходен, така и за велосипеден поход. В тази част на реката риболовът не е разрешен, но има изградени няколко изкуствени водоема за риболов, както и няколко чевермеджийници с всички удобства за приготвяне на барбекю или пикник. Характерни за района са многобройните чешми, изградени от местните жители. Меандрите на реката са предпочитано място за отдих, къмпингуване и лагеруване през летните месеци на годината. В местността около реката могат да се видят много редки растителни и животински видове.
По цялото протежение на пролома преминава тесен, еднолентов общински път, който е единствената връзка на селата Буйново и Кожари с вътрешността на страната и се поддържа целогодишно за движение на МПС.

## Топографска карта
- Лист от карта K-35-85. Мащаб: 1 : 100 000.